# Pietro
Pietro ist ein männlicher Vorname.

## Herkunft und Bedeutung
Pietro ist eine italienische Form des männlichen Vornamens Peter. Eine Variante des Namens ist Piero. Als Familienname tritt Pietro in der Form di Pietro (in verschiedenen Schreibweisen) auf.

## Namensträger

### Vorname
- Pietro Aldobrandini (1571–1621), Kardinal der römisch-katholischen Kirche
- Pietro Algeri (* 1950), ehemaliger italienischer Radrennfahrer und heutiger Sportlicher Leiter
- Pietro Anastasi (1948–2020), italienischer Fußballspieler
- Pietro Aradori (* 1988), italienischer Basketballspieler
- Pietro Arcari (1909–1988), italienischer Fußballspieler
- Pietro Archiati (1944–2022), italienischer anthroposophischer Autor
- Pietro Badoglio, Herzog von Addis Abeba (1871–1956), italienischer General
- Pietro Baldassari (vor 1690–nach 1768), italienischer Komponist und Geistlicher
- Pietro Balestra (vor 1672–nach 1729), italienischer Bildhauer
- Pietro Balestra (1935–2005), Schweizer Wirtschaftswissenschaftler
- Pietro Bembo (1470–1547), italienischer humanistischer Gelehrter und Kardinal
- Pietro Benassi (* 1958), italienischer Diplomat
- Pietro Bordino (1887–1928), italienischer Automobilrennfahrer
- Pietro Borsieri (~1719–~1780), italienischer Arzt
- Pietro Caminada (1862–1923), italienischer Ingenieur mit Schweizer Wurzeln
- Pietro I. Candiano (~842–887), 16. Doge der Republik Venedig
- Pietro II. Candiano (872–939), von 932 bis 939 19. Doge von Venedig
- Pietro Caperna (* 1978), italienischer Poolbillardspieler
- Pietro Castellitto (* 1991), italienischer Schauspieler, Filmregisseur und Autor
- Pietro Catanii (auch Pietro Cattani, Pietro di Cattanio oder latinisiert Petrus Catani; * vor 1180, † 1221), Gefährte des Heiligen Franz von Assisi
- Pietro Chesi (1902–1944), italienischer Radrennfahrer
- Pietro Comuzzo (* 2005), italienischer Fußballspieler
- Pietro Farina (1942–2013), italienischer Bischof
- Pietro Ferraris (1912–1991), italienischer Fußballspieler und -trainer
- Pietro Mario Ferrero (1903–1964), italienischer Fußballspieler
- Pietro Frua (1913–1983), italienischer Automobildesigner
- Pietro Germi (1914–1974), italienischer Filmregisseur, Drehbuchautor, Schauspieler und Produzent
- Pietro Ghersi (1899–1972), italienischer Automobil- und Motorradrennfahrer
- Pietro Guerrini (1651–1716), Florentiner Zeichner, Techniker und Spion
- Pietro de L’Aquila († 1298), Kardinal der katholischen Kirche
- Pietro Lana (1888–1950), italienischer Fußballspieler
- Pietro Liberi (1605–1687), italienischer Maler
- Pietro Linari (1896–1972), italienischer Radrennfahrer
- Pietro Lombardi (Sänger) (* 1992), deutscher Sänger
- Pietro De Maria (* 1967), italienischer Pianist
- Pietro Marini (1794–1863), italienischer Kardinal
- Pietro Mascagni (1863–1945), italienischer Komponist
- Pietro Masturzo (* 1980), italienischer Fotograf
- Pietro Mengoli (1626–1686), italienischer Mathematiker und Geistlicher
- Pietro Mennea (1952–2013), italienischer Leichtathlet
- Pietro Merlo (1850–1888), italienischer Sprachwissenschaftler, Romanist und Altphilologe
- Pietro Metastasio (1698–1782), italienischer Dichter und Librettist
- Pietro Negroni, gen. Zingarello (* ca. 1505 oder 1515–1520), italienischer Maler
- Pietro Nenni (1891–1980), italienischer Politiker
- Pietro Orseolo (lat. Petrus Urseolus; 928–987), von 976 bis 978 Doge von Venedig; Heiliger der Katholischen Kirche
- Pietro Parolin (* 1955), italienischer Kurienkardinal und Kardinalstaatssekretär
- Pietro Ripari (1802–1885), italienischer Arzt und Journalist
- Pietro Rosa (1810–1891), italienischer Klassischer Archäologe, Topograph und Politiker
- Pietro Roselli (1798–1885), italienischer Generalleutnant
- Pietro Serantoni (1906–1964), italienischer Fußballspieler
- Pietro Sernagiotto (1908–1965), brasilianisch-italienischer Fußballspieler
- Pietro Venerandi (um 1870–nach 1912), italienischer Opernsänger (Tenor)
- Pietro Vierchowod (* 1959), italienischer Fußballspieler
- Pietro Vittorelli (1962–2023), italienischer Benediktinerabt
- Pietro Zazzi (* 1994), italienischer Skirennläufer
- Pietro Ziani (1153/1155–1229), von 1205 bis 1229 42. Doge von Venedig

Siehe auch:
- Liste aller Wikipedia-Artikel, deren Titel mit Pietro beginnt

### Familienname
- Dave Pietro (* 1964), amerikanischer Jazzmusiker
- Guido di Pietro († 1455), italienischer Maler, siehe Fra Angelico
- Sano di Pietro (Ansano di Pietro di Mencio; 1406–1481), italienischer Maler